# Roxanne Turcotte
Roxanne Turcotte (7 avril 1960, Montréal, Canada) est une compositrice de musique électroacoustique, claviériste et  conceptrice sonore d’installations, résidant à Montréal, Canada,.

## Biographie
Roxanne Turcotte a étudié en piano et en écriture au Conservatoire de musique de Montréal et ensuite en composition électroacoustique à l'Université de Montréal sous la direction de Marcelle Deschênes où elle travaille également avec Francis Dhomont, Serge Garant et José Evangelista. Première femme à achever une maîtrise dans le programme de composition électroacoustique de l’Université de Montréal, elle la termine en 1988.
Ses compositions ont été diffusé dans plusieurs festivals et événements nationaux et internationaux tel que World New Music Days de la Société international pour la musique contemporaine, en Nouvelle-Zélande, Cube Fest aux États-Unis, Festival Montréal/Nouvelles Musiques, à la Satosphère de la Société des arts et technologies, Montréal.
Cofondatrice en 1980 du groupe Kaméléon dont elle est compositrice et claviériste, il reçoit une nomination à  l'Adisq  de microsillon de l'année en Dance music en 1982.
Roxanne Turcotte est membre du Comité artistique de la Société de musique contemporaine du Québec depuis 2016.

## Liste d'œuvres
- Amore (1988-92)[8]
- Attractions (2005), installation sonore et illuminée[9]
- Attractions (2003), version concert[9]
- Bestiaire (2010)[10]
- Bourdons enjoués (2004), bande et cornemuse[11]
- Capharnaüm (2004)[12]
- De la fenêtre (2010)[10]
- DMXnébula (2000-02)[13]
- Espace vital (2004), 2 pianos et bande[14]
- Fantaisie urbaine (2005), 3 comédiens et bande 8 pistes[15]
- Les oiseaux de Nias, pour 5 instruments à vent, 25 appeaux et support multicanal immersif (2019)[16]
- Le piano d’Horowitz (2014)[10]
- Libellune (1999-2002), instruments à vent du monde et bande[17]
- Mères et monde (2003)[18]
- Micro-trottoir (1997-2002)[19]
- Minisérie (1990)[20]
- Mouvement sonore (1979), installation: synthétiseur et bande (images de Marc Larochelle)[21]
- Musée sonore (2003)[22]
- Petit ange (2012)[10]
- Poussière d'étoiles (2002)[23]
- Rêveries absolues (2000)[24]
- Sons et tintamarre (1994-95, 2002)[10]
- Tango déconstruit (2017)[10]
- T’es le fun téléphone (1997)[25]
- T'exit pas (1984), installation: synthétiseur et bande (images de Marc Larochelle)[26]
- Tout en rouge (2012)[10]
- Y---OW (1985, 2002)[10]
- Zone d’exclusion (2013)[10]

## Discographie

### Monographies
- 2023 : ClairObscur[27]
- 2022 : Musiques électroacoustiques (Extraits d'écoute))[28],
- 2022 : Dododinouche, berceuse[29]
- 2022 : Musiques Instrumentales[30]
- Musique instrumentale électro-pop[31]
- 2021 : Réverbères (2021)[32]

- Amore (1994)[8]
- Libellune[33]  (2003)[17]
- Désordre(2011)[34]
- Delirium (2011)[35]
- Fenêtres intérieures (2014)[36]

- Kaméléon[37], par le groupe Kaméléon où elle est compositrice et claviériste (1981)[6]

### Apparitions

#### En tant que compositrice
- Électro clips, 25 compositeurs (1990)[38]
- Frenkenstein Symphony, œuvre de Francis Dhomont basée sur T’es le fun téléphone de Roxanne Turcotte(1997)[39]
- Villes manifestes (2005)[25]
- Various 500 (1998)[40]

## Récompenses
- Kaméléon , du groupe électro-pop Kaméléon dont elle est membre, est finaliste en tant que Microsillon de l'année - Dance music à l'Adisq (1982)[6]
- International New Music Composers' Competition des États-Unis (1987)[1]
- International New Music Composers' Competition des États-Unis (1989)[1]
- Finaliste au Concours International Luigi Russolo (1989)[1]
- Lauréate du Concours international d’art radiophonique à Paris (2005)[1]
- Sons et tintamarre et Micro-trottoir  sélectionnées au 32e Concours international de musique et d’art sonore électroacoustique de Bourges (2005)[1]
- Bestiaire Sonore a reçu le troisième Prix collégien de musique contemporaine (2009, 2010)[41]
- Désordre, finaliste au Prix Opus, Disque de l'année en musique actuelle, électroacoustique (2011)[42]
- Fenêtres intérieures, finaliste au Prix Opus, Disque de l'année en musique actuelle, électroacoustique (2014, 2005)[43]
- Prix Jan V. Matejcek de nouvelle musique classique, SOCAN (2021)[44]